# Molophilus dobrotworskyi
Molophilus dobrotworskyi är en tvåvingeart som beskrevs av Günther Theischinger 1992. Molophilus dobrotworskyi ingår i släktet Molophilus och familjen småharkrankar. Inga underarter finns listade i Catalogue of Life.